# Lithobius castaneus
Lithobius castaneus är en mångfotingart som beskrevs av Newport 1844. Lithobius castaneus ingår i släktet Lithobius och familjen stenkrypare. Inga underarter finns listade i Catalogue of Life.